# Maurício de Saxe-Altemburgo
Maurício Francisco Frederico Constantino Alexandre Henrique Augusto Carlos Alberto de Saxe-Altemburgo (em alemão: Moritz Franz Friedrich Constantin Alexander Heinrich August Carl Albrecht von Sachsen-Altenburg; 24 de outubro de 1829 - 13 de maio de 1907) foi um príncipe alemão da casa ducal de Saxe-Altemburgo. Foi o pai do duque Ernesto II de Saxe-Altemburgo.

## Família
Maurício foi o terceiro filho, mas segundo sobrevivente de Jorge, Duque de Saxe-Altemburgo e da duquesa Maria Luísa de Mecklemburgo-Schwerin, filha do grão-duque Frederico Luís de Mecklemburgo-Schwerin e da sua primeira esposa, a grã-duquesa Helena Pavlovna da Rússia. Os seus avós paternos eram Frederico, Duque de Saxe-Altemburgo e a duquesa Carlota Jorgina de Mecklemburgo-Strelitz.

## Casamento e descendência
Maurício casou-se em Meiningen, no dia 15 de outubro de 1862 com a princesa Augusta de Saxe-Meiningen, filha do duque Bernardo II, Duque de Saxe-Meiningen. Tiveram cinco filhos:
1. Maria Ana de Saxe-Altemburgo (14 de março de 1864 - 3 de maio de 1918), casada com o Jorge, Príncipe de Schaumburgo-Lippe; com descendência.
2. Isabel Augusta de Saxe-Altemburgo (25 de janeiro de 1865 - 24 de março de 1927), casada com o grão-duque Constantino Constantinovich da Rússia, adoptou o nome Isabel Mavrikievna depois de se converter à Igreja Ortodoxa; com descendência.
3. Margarida de Saxe-Altemburgo (22 de maio de 1867 - 17 de junho de 1882), morreu aos 15 anos de idade; sem descendência.
4. Ernesto II de Saxe-Altemburgo (31 de agosto de 1871 - 22 de março de 1955), casado com a princesa Adelaide de Schaumburg-Lippe; com descendência.
5. Luísa Carlota de Saxe-Altemburgo (11 de agosto de 1873 - 14 de abril de 1953), casada com o duque Eduardo de Anhalt; divorciaram-se em 1918, pouco antes da morte deste; com descendência.

## Genealogia
| Maurício de Saxe-Anhalt | Pai: Jorge, Duque de Saxe-Altemburgo      | Avô paterno: Frederico, Duque de Saxe-Altemburgo      | Bisavô paterno: Ernesto Frederico III, Duque de Saxe-Hildburghausen |
| Maurício de Saxe-Anhalt | Pai: Jorge, Duque de Saxe-Altemburgo      | Avô paterno: Frederico, Duque de Saxe-Altemburgo      | Bisavó paterna: Ernestina Augusta de Saxe-Weimar                    |
| Maurício de Saxe-Anhalt | Pai: Jorge, Duque de Saxe-Altemburgo      | Avó paterna: Carlota Jorgina de Mecklemburgo-Strelitz | Bisavô paterno: Carlos II, Grão-Duque de Mecklemburgo-Strelitz      |
| Maurício de Saxe-Anhalt | Pai: Jorge, Duque de Saxe-Altemburgo      | Avó paterna: Carlota Jorgina de Mecklemburgo-Strelitz | Bisavó paterna: Frederica de Hesse-Darmstadt                        |
| Maurício de Saxe-Anhalt | Mãe: Maria Luísa de Mecklemburgo-Schwerin | Avô materno: Frederico Luís de Mecklemburgo-Schwerin  | Bisavô materno: Frederico Francisco I de Mecklemburgo-Schwerin      |
| Maurício de Saxe-Anhalt | Mãe: Maria Luísa de Mecklemburgo-Schwerin | Avô materno: Frederico Luís de Mecklemburgo-Schwerin  | Bisavó materna: Luísa de Saxe-Gota-Altemburgo                       |
| Maurício de Saxe-Anhalt | Mãe: Maria Luísa de Mecklemburgo-Schwerin | Avó materna: Helena Pavlovna da Rússia                | Bisavô materno: Paulo I da Rússia                                   |
| Maurício de Saxe-Anhalt | Mãe: Maria Luísa de Mecklemburgo-Schwerin | Avó materna: Helena Pavlovna da Rússia                | Bisavó materna: Maria Feodorovna (Sofia Doroteia de Württemberg)    |